# Rosenstraße
Rosenstraße o La calle de las rosas es una película coproducida en Alemania y Holanda dirigida por Margarethe von Trotta, que fue estrenada en 2003. Por este film en la edición del Festival de Venecia de 2003 Katja Riemann se llevó la estatuilla de 'mejor actriz', y en el mismo año la película ganó el premio David di Donatello al mejor film de la Unión Europea.

## Sinopsis
Basada en una historia real, la película trata principalmente de las protestas de la Rosenstraße en el año 1943. El film comienza en el funeral del esposo de Ruth, una anciana alemana y judía que vive en Nueva York y que actúa de manera extraña con sus hijos desde el fallecimiento de su marido. Su hija Hannah piensa, luego de la aparición de una misteriosa mujer en el velorio, que ese comportamiento se debe a algún tipo de trauma que sufrió la madre cuando vivía en Berlín, en la época de la Segunda Guerra Mundial. 
De esta manera, se contacta primero con quien resulta ser la prima de la madre y a través de un Centro Judío logra dar con la mujer que le había salvado la vida a su madre, a quien va a visitar a Berlín haciéndose pasar por historiadora. Así, la muy anciana Lena le contará las peripecias que tuvieron que pasar en tan sólo siete días y ayudará a echar blanco sobre negro en las explicaciones que Ruth nunca quiso dar.